# Vojislav J. Đurić
Pour les articles homonymes, voir Đurić et Vojislav Đurić.
Vojislav J. Đurić (en serbe cyrillique : Војислав Ј. Ђурић ; né le 26 février 1925 à Velika Pisanica et mort le 12 mai 1996 à Belgrade) est un historien yougoslave et serbe, spécialiste de l'histoire de l'art. Il était membre de l'Académie serbe des sciences et des arts.
Dans son travail scientifique, Vojislav J. Đurić s'est intéressé principalement à l'histoire de l'art médiéval en Yougoslavie et, en particulier, à l'art serbe.

## Biographie
Né le 26 février 1925 à Velika Pisanica près de Vukovar, à l'époque dans le Royaume des Serbes, Croates et Slovènes, aujourd'hui en Croatie, Vojislav Đurić suivi les cours des écoles élémentaires de Grubišno Polje et de Pakrac puis il a fréquenté les lycées de Vukovar, Sremska Mitrovica et Belgrade jusqu'en 1944. En 1946, après deux ans dans l'armée, il s'est inscrit à la Faculté de philosophie de l'université de Belgrade pour y suivre des études d'histoire de l'art ; il y a obtenu un diplôme en 1949. À cette époque, il a été marqué par Svetozar Radojčić, le professeur d'histoire de l'art le plus éminent de l'Université de Belgrade d'après la Seconde Guerre mondiale ; il a appris de lui à d'abord à travailler au contact des œuvres d'art originales et à partir de travaux sur le terrain.
Après son diplôme, Đurić a d'abord travaillé au Musée national de Belgrade, puis, à partir de 1950, il a travaillé au Département d'histoire de l'art de la Faculté de philosophie de Belgrade. Il a  soutenu sa thèse de doctorat en 1956 dans le même département sur lÉcole de peinture de Dubrovnik des XVe et XVIe siècles. La même année, 1956, il est devenu professeur assistant pour enseigner l'histoire de l'art des peuples yougoslaves du Moyen Âge, puis il est devenu successivement professeur associé et professeur titulaire.
Il est devenu membre correspondant de l'Académie serbe des sciences et des arts le 28 mai 1970 et membre à part entière le 16 novembre 1978. Il était également membre de plusieurs sociétés savantes étrangères, comme l'Académie d'Athènes et la Society of Antiquaries of London.

## Récompenses
Vojislav Đurić reçu le prix d'octobre de la ville de Belgrade en 1964, le prix Herder en 1982 et le prix du 7 juillet en 1985,.
Il a été décoré de l'Ordre du Mérite pour le peuple aux rayons d'argent en 1964 et de l'Ordre du travail avec étoile rouge en 1988,.

## Ouvrages et contributions

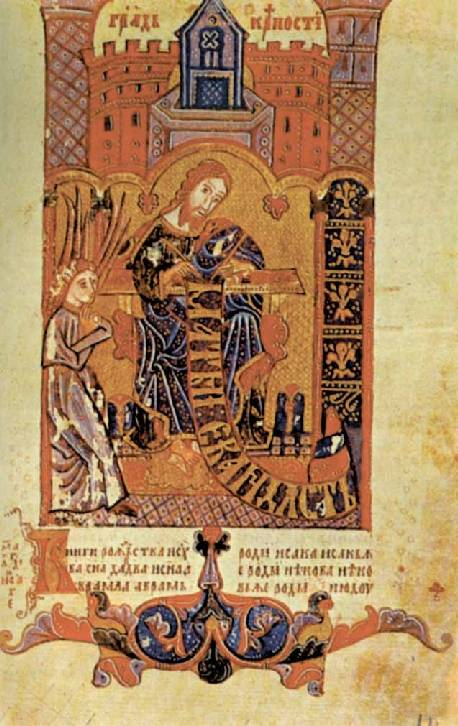
Une miniature du manuscrit (ou codex) de Hval.

- (sr) Vojislav J. Đurić, « Minijature Hvalovog rukopisa » [« Les miniatures du manuscrit de Hval »], Istoriski Glasnik, nos 1—2,‎ 1957, p. 39—52
- (sr) Vojislav J. Đurić, « Najstariji živopis isposnice pustinožitelja petra Koriškog » [« Les fresques les plus anciennes de l'ermitage Saint Pierre-de-Koriša »], Zbornik Radova Vizantološkog Instituta (Recueil de travaux de l'Institut d'études byzantines), no 5,‎ 1958, p. 173-202 (lire en ligne [PDF], consulté le 4 février 2021) (cliquer sur la couverture du livre ; article dans son intégralité en serbe, résumé en français)
- (sr) Vojislav J. Đurić, « Srpska srednjovekovna umetnost i zapad » [« L'art médiéval serbe et l'Occident »], Historijski pregled, no 1,‎ 1959, p. 29—41
- (sr) Vojislav J. Đurić, « Solunsko poreklo resavskog živopisa » [« L'origine thessalonicienne des fresques de Resava »], Zbornik Radova Vizantološkog Instituta (Recueil de travaux de l'Institut d'études byzantines), no 6,‎ 1960, p. 111-128 (lire en ligne [PDF], consulté le 4 février 2021) (article dans son intégralité en serbe, résumé en français)
- (sr) Vojislav J. Đurić et Svetozar Radojčić (collaborateur), Ikone iz jugoslavije [« Icônes de Yougoslavie »], Belgrade, Naučno delo, 1961, 133 p. (lire en ligne)
- (sr) Vojislav J. Đurić, Resava [« Resava »], Belgrade, coll. « Umetnički spomenici u Jugoslaviji », 1963 (réédité en 1966)
- (sr) Vojislav J. Đurić, Dubrovačka slikarska škola [« L'École de peinture de Dubrovnik »], Belgrade, Naučno delo, 1963, 334 p. (lire en ligne)
- (sr) Vojislav J. Đurić, « Portreti na poveljama vizantijskih i srpskih vladara » [« Les portraits sur les chartes des souverains byzantins et serbes »], Zbornik Filozofskog fakulteta, Belgrade, vol. 7, t. 1,‎ 1963
- (sr) Vojislav J. Đurić, Crkva Svete Sofije u Ohridu [« L'église Sainte-Sophie d'Ohrid »], Belgrade, coll. « Umetnički spomenici u Jugoslaviji », 1963 (lire en ligne)
- (sr) Vojislav J. Đurić, « Istorijske kompozicije u srpskom slikarstvu srednjeg veka i njihove književne paralele : 1. : Ciklus fresaka nosvećen Simeonu Nemanju » [« Les compositions historiques dans la peinture serbe du Moyen Âge et leurs parallèles littéraires :Cycle des fresques consacré à Stefan (Siméon) Nemanja »], Zbornik Radova Vizantološkog Instituta (Recueil de travaux de l'Institut d'études byzantines), vol. 8-2,‎ 1964, p. 69-90 (lire en ligne [PDF], consulté le 4 février 2021) (article dans son intégralité en serbe)
- (sr) Vojislav J. Đurić, « Istorijske kompozicije u srpskom slikarstvu srednjeg veka i njihove književne paralele : 2. : Ciklus fresaka nosećen sv.  Savi - 3. : Srйski državni sabori » [« Les compositions historiques dans la peinture serbe du Moyen Âge et leurs parallèles littéraires : 2. Cycle de fresques consacré à Saint Sava - 3. Les conciles serbes »], Zbornik Radova Vizantološkog Instituta (Recueil de travaux de l'Institut d'études byzantines), vol. 10,‎ 1967, p. 121-148 (lire en ligne [PDF], consulté le 4 février 2021) (article dans son intégralité en serbe)
- (sr) Vojislav J. Đurić, « Istorijske kompozicije u srpskom slikarstvu srednjeg veka i njihove književne paralele : 4. : Ciklus noceehe Harhiepiskopu Apcenujy I - 5. : Slike opela nad grobovima srpskih vladara i crkvenih poglavara - 6. : Zaključak » [« Les compositions historiques dans la peinture serbe du Moyen Âge et leurs parallèles littéraires : 4. Cycle consacré à l'archevêque Arsène Ier - 5. : Images représentant les offices des morts au-dessus des tombeaux des souverains et des prélats serbes - 6. : Conclusion »], Zbornik Radova Vizantološkog Instituta (Recueil de travaux de l'Institut d'études byzantines), vol. 11,‎ 1968, p. 99-127 (lire en ligne [PDF], consulté le 4 février 2021) (article dans son intégralité en serbe et résumés en français de la série d'articles de 1964, 1967 et 1968)
- (sr) Vojislav J. Đurić, « Dubrovački graditelji u Srbiji srednjeg veka » [« Les constructeurs de Dubrovnik dans la Serbie du Moyen Âge »], Zbornik MS LU, no 3,‎ 1967, p. 85-106
- (sr) Vojislav J. Đurić, « Tri događaja u srpskoj istoriji 14. veka i njihov odjek u slikarstvu » [« Trois événements de l'histoire serbe du XIVe siècle et leur écho dans la peinture »], Zbornik MS LU, no 4,‎ 1968, p. 65-100
- (sr) Vojislav J. Đurić, Moravsko slikarstvo. Izložba zidnog slikarstva, minijatura i kamene plastike iz spomenika Moravske škole [« Peinture moravienne. Exposition de peintures murales, de miniatures et de sculptures en pierre provenant de monuments de l'école moravienne »], Belgrade, 1968
- (sr) Vojislav J. Đurić, Srpsko zidno slikarstvo 13. veka [« La Peinture murale serbe du XIIIe siècle »], Zagreb, Prosvjeta, 1971, 53 p. (lire en ligne)
- (sr) Vojislav J. Đurić, « Markov manastir—Ohrid » [« Le monastère de Marko d'Ohrid »], Zbornik MS LU, no 8,‎ 1972, p. 129-162
- (sr) Vojislav J. Đurić, « Mileševa i drinski tip crkve » [« Mileševa et le caractère « drinien » de son église »], Raška baština, no 1,‎ 1975, p. 15-27
- (sr) Vojislav J. Đurić, « Srpski državni sabori u Peći i crkveno graditeljstvo » [« Les conciles de Peć et la construction des églises »], O knezu Lazaru, Belgrade - Kruševac,‎ 1975, p. 105-123
- (sr) Vojislav J. Đurić, Savina [« Savina »], Belgrade, coll. « Umetnički spomenici u Jugoslaviji », 1977
- (sr) Vojislav J. Đurić, « Loza Nemanjića u starom srpskom slikarstvu » [« La dynastie des Nemanjić dans la peinture serbe ancienne »], Peristil, Split, no 21,‎ 1978, p. 31-64
- (sr) Vojislav J. Đurić, Sava Nemanjić—Sveti Sava. istorija i predanje [« Sava Nemanjić — Saint Sava, histoire et tradition »], Belgrade, Académie serbe des sciences et des arts, 1979 (lire en ligne), « Sveti Sava i slikarstvo njegovog doba (Saint Sava et la peinture de son temps) », p. 245-261
- (sr) Vojislav J. Đurić, Ravanački živopis i liturgija, Manastir Ravanica. 1381—1981 [« Les Fresques et la Liturgie de Ravanica, le monastère de Ravanica (1381-1981) »], Senje, Manastir Ravanica, 1981
- (sr) Vojislav J. Đurić, Istorija srpskog naroda : Od najstarijih vremena do Maričke bitke (1371) [« Histoire du peuple serbe : Des temps les plus reculés jusqu'à la bataille de la Maritsa »], vol. 1, Belgrade, Srpska književna zadruga, 1981 (lire en ligne), « Počeci umetnosti kod Srba (Les débuts de l'art serbe) »
- (sr) Vojislav J. Đurić, Istorija srpskog naroda : Od najstarijih vremena do Maričke bitke (1371) [« Histoire du peuple serbe : Des temps les plus reculés jusqu'à la bataille de la Maritsa »], vol. 1, Belgrade, Srpska književna zadruga, 1981 (lire en ligne), « Preokret u umetnosti Nemanjinog doba (Le tournant dans l'art au temps de Nemanja) »
- (sr) Vojislav J. Đurić, Istorija srpskog naroda : Od najstarijih vremena do Maričke bitke (1371) [« Histoire du peuple serbe : Des temps les plus reculés jusqu'à la bataille de la Maritsa »], vol. 1, Belgrade, Srpska književna zadruga, 1981 (lire en ligne), « Raško i primorsko graditeljstvo (L'architecture en Rascie et sur le littoral) »
- (sr) Vojislav J. Đurić, Istorija srpskog naroda : Od najstarijih vremena do Maričke bitke (1371) [« Histoire du peuple serbe : Des temps les plus reculés jusqu'à la bataille de la Maritsa »], vol. 1, Belgrade, Srpska književna zadruga, 1981 (lire en ligne), « Srpsko slikarstvo na vrhuncu (La peinture serbe à son apogée) »
- (sr) Gordana Babić Đorđević et Vojislav J. Đurić, Istorija srpskog naroda : Doba borbi za očuvanje i obnovu države (1371-1537) [« Histoire du peuple serbe : L'ère des luttes pour la préservation et la reconstruction de l'État (1371-1537) »], vol. 2, Belgrade, Srpska književna zadruga, 1982 (lire en ligne), « Polet umetnosti (L'essor des arts) », p. 144-191
- (sr) Vojislav J. Đurić, Istorija srpskog naroda : Doba borbi za očuvanje i obnovu države (1371-1537) [« Histoire du peuple serbe : L'ère des luttes pour la préservation et la reconstruction de l'État (1371-1537) »], vol. 2, Belgrade, Srpska književna zadruga, 1982 (lire en ligne), « Umetnost u Bosni između jadranskih gradova i Srbije (L'art en Bosnie entre les villes de l'Adriatique et la Serbie) », p. 343-370
- (sr) Vojislav J. Đurić, Istorija srpskog naroda : Doba borbi za očuvanje i obnovu države (1371-1537) [« Histoire du peuple serbe : L'ère des luttes pour la préservation et la reconstruction de l'État (1371-1537) »], vol. 2, Belgrade, Srpska književna zadruga, 1982 (lire en ligne), « Poslednja umetnička žarišta (Les derniers foyers artistiques) », p. 535-545
- (sr) Vojislav J. Đurić, Ikona svetog kralja Stefana Dečanskog [« Les icônes du saint roi Stefan Dečanski »], Belgrade, Republički zavod za zaštitu spomenika kulture, 1985 (lire en ligne)
- (sr) Vojislav J. Đurić, Pavle Ivić et Sima Ćirković, Esfigmenska povelja despota Đurđa Brankovića [« La charte d'Esphigmenou du despote Đurađ Branković »], Belgrade - Smederevo, 1989 (lire en ligne)